# واشنطن ديبلومتس
اسم النادي : واشنطن ديبلومتس
تاريخ تأسيس النادي 25/2/2007
هداف النادي: زياد نصر ( زيكو ) ب 5036
ابرز اساطير النادي: ( زيكو ، يوهان كرويف )
بطولات النادي : الدوري الامريكي 69 الكاس الامريكي 99 السوبر الأمريكي 80 دوري ابطال اوروبا 17 السوبر الأوروبي 16 دوري ابطال افريقيا 13
السوبر الافريقي 13
اكثر محقق للكره الذهبيه :زياد نصر ( زيكو ) ب 10 كرات ذهبيه
ابرز مدربي الفريق ( زياد نصر ( زيكو ) )
ابرز بطولات المدرب 7 دوري ابطال اوروبا
5 دوري ابطال افريقيا